# Land Grid Array

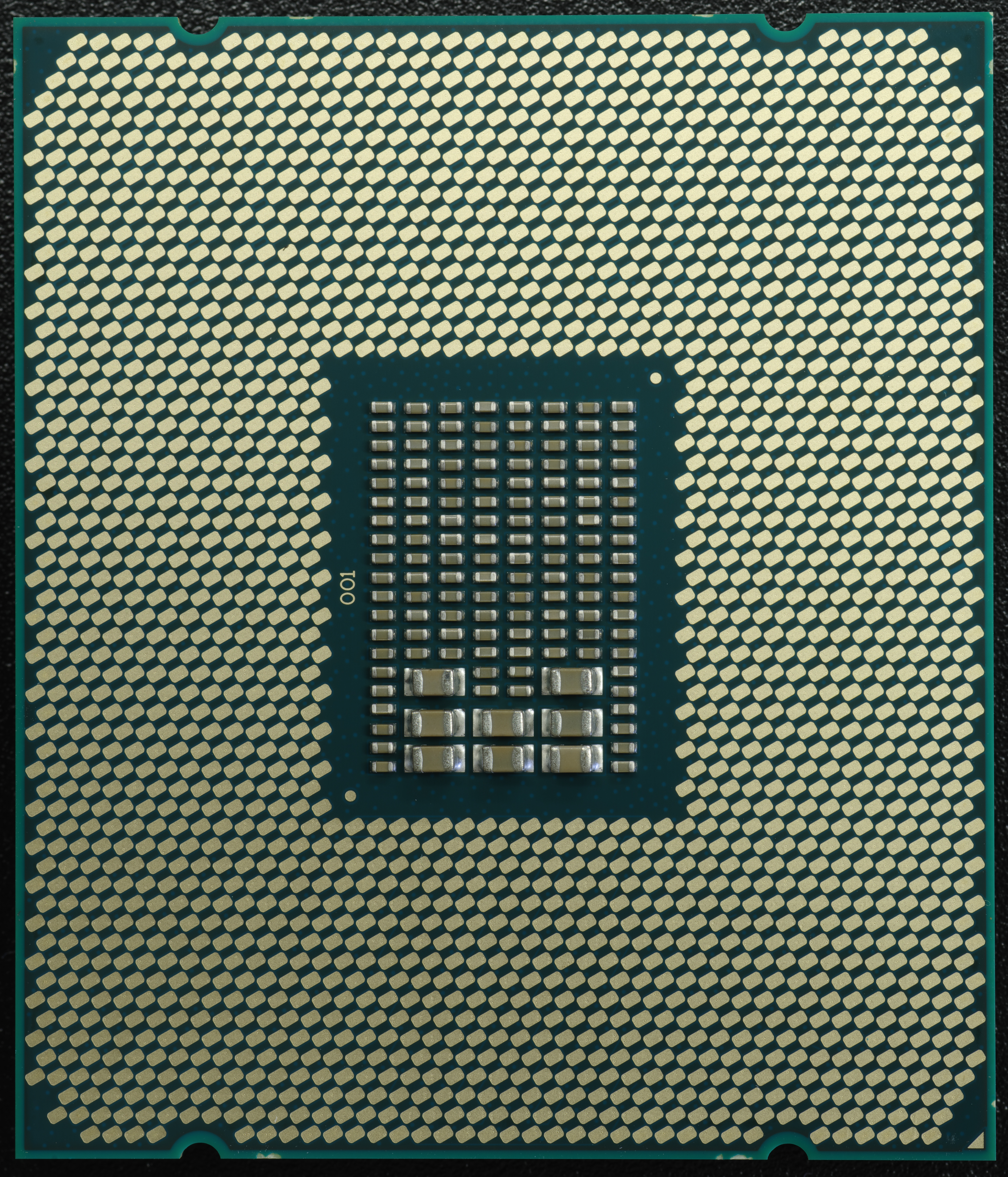
Prozessor in LGA-Technik, Ansicht der Kontakte (Lands)

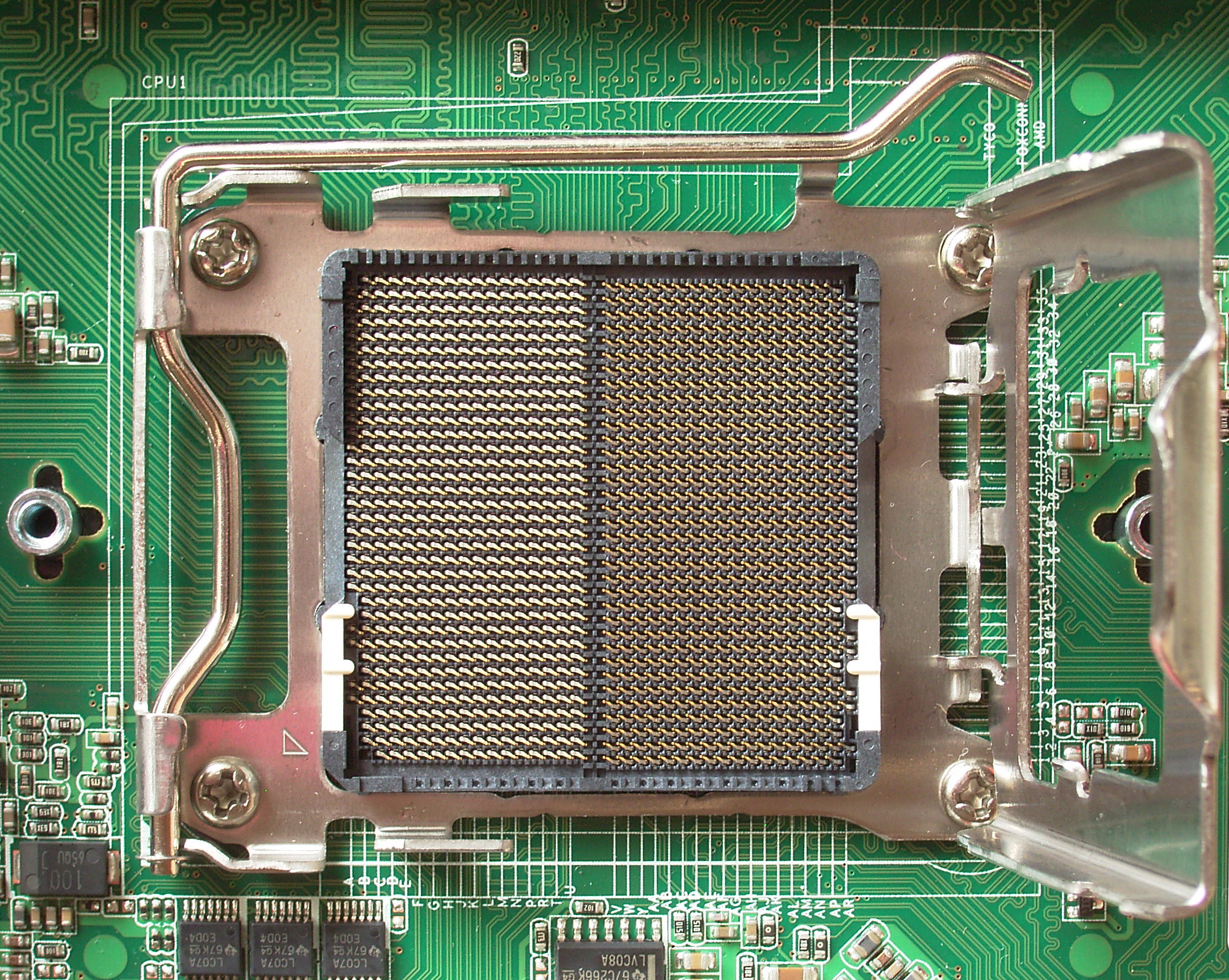
LGA Sockel Typ F, Draufsicht

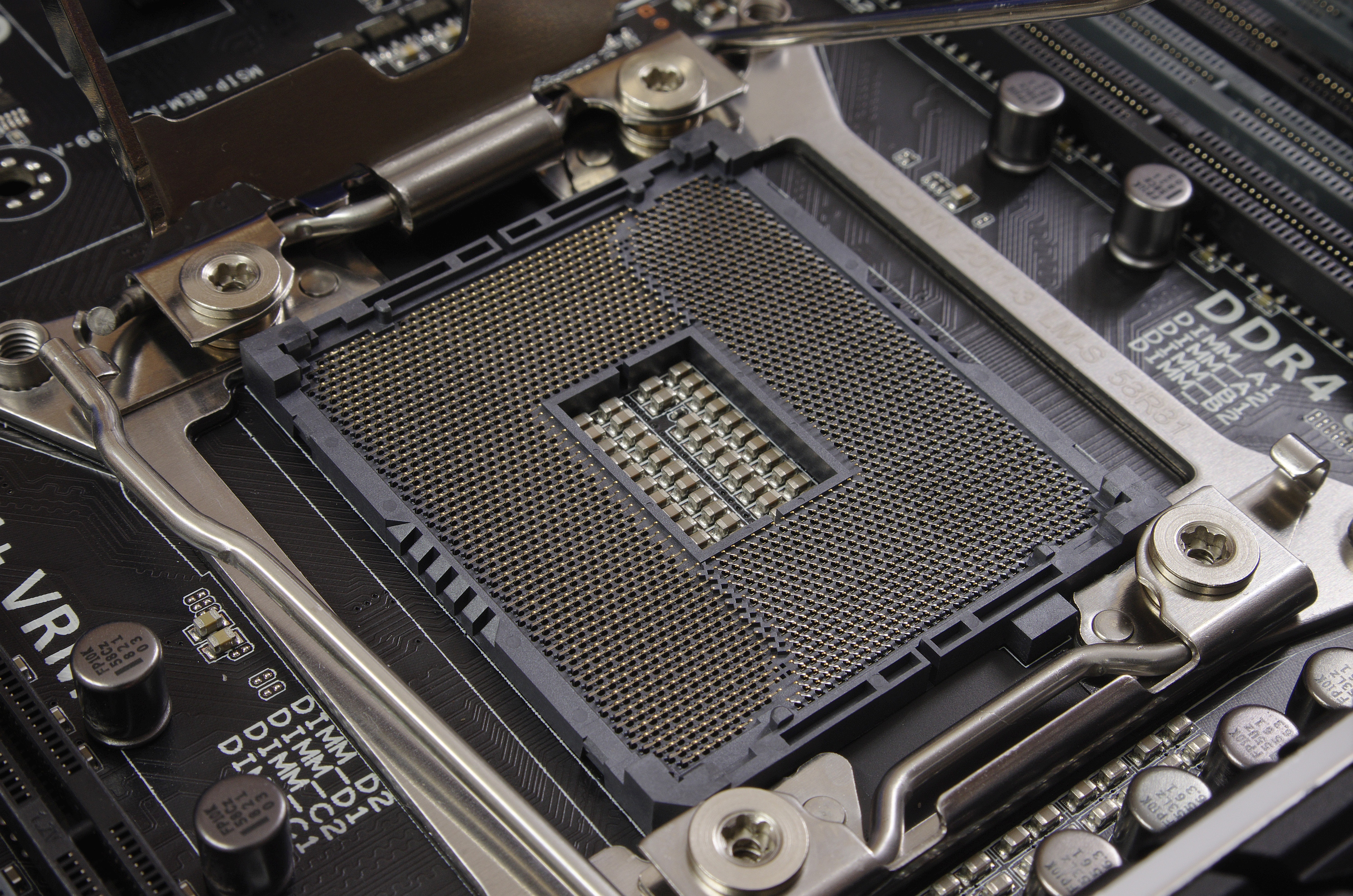
LGA Sockel 2011-3, Schrägansicht

Ein Land Grid Array (LGA) ist ein Verbindungssystem für integrierte Schaltungen (IC, integrated circuit).
Beim LGA-System werden die Anschlüsse des integrierten Schaltkreises auf seiner Unterseite in Form eines schachbrettartigen Feldes (englisch grid array) von Kontaktflächen (englisch land, analog den Flächen des gezogenen Laufs) ausgeführt. Es ist eng verwandt mit dem Pin Grid Array (PGA), welches statt der Kontaktflächen die bekannten Kontaktstiften (englisch pin) besitzt, und dem Ball Grid Array (BGA), welches Lotperlen nutzt. Eine weitere verwandte Bauform ist das Ceramic Column Grid Array.
LGA-Prozessoren werden meistens auf Sockel gesetzt, die federnde Kontakte enthalten, was eine geringere mechanische Beanspruchung der Kontakte zur Folge hat. Teilweise werden sie aber auch wie PGA-ICs direkt verlötet. BGA-ICs sind hingegen ausschließlich zum Verlöten gedacht, sie bringen das nötige Lötzinn in Form der Lotperlen gleich mit. Alle drei Varianten werden für ICs mit über hundert bis über viertausend Kontakten verwendet.

## Geschichte
Für x86-Prozessoren wurde das Land Grid Array im Juni 2004 von Intel als Sockel 775 (auch LGA775) für die Pentium-4-Reihe mit Prescott-Kern eingeführt und wurde ab 2006 auch beim Konkurrenten AMD für den für Server und Workstations gedachten Sockel F eingeführt. Weitere CPU-Sockel, die in LGA-Bauform gebaut werden, sind der ebenfalls für Server gedachte Sockel 771 und die Sockel 1150, Sockel 1151, Sockel 1155, Sockel 1156, Sockel 1200, Sockel 1700, Sockel 1366, Sockel 2011 und Sockel 2066 von Intel sowie der Sockel AM5 von AMD. Von Sun Microsystems wurde die LGA-Technik seit Mitte der 1990er Jahre z. B. bei den UltraSPARC-Prozessoren eingesetzt.